# José Salvador Alvarenga
José Salvador Alvarenga (Ahuachapán, 1975) é o pescador salvadorenho que foi encontrado em 30 de janeiro de 2014 no atol de Ebon, ao sul das Ilhas Marshal. Alvarenga e um jovem de 23 anos saíram de Puerto Paredón, no México, no dia 21 de dezembro de 2012, a bordo da lancha Camaronera de la costa, com destino a El Salvador para passar o Natal, mas foram surpreendidos por um vento norte muito forte.
O jovem morreu 4 meses depois de ter zarpado de inanição e Alvarenga sobreviveu bebendo sangue de tartaruga quando faltava água de chuva e comendo tartarugas, aves e peixes que caçava com as mãos.